# سیارک ۸۲۱۵
سیارک ۸۲۱۵ (به انگلیسی: 8215 Zanonato، نامگذاری:1995FZ)۸۲۱۵مین سیارک کشف شده‌است که در ۳۱ مارس ۱۹۹۵ کشف شد.